# مقاطعة ماديسون (أيداهو)
مقاطعة ماديسون (بالإنجليزية: Madison County)‏ هي إحدى مقاطعات ولاية أيداهو في الولايات المتحدة الأمريكية.